# Prairies zambéziennes occidentales
Localisation
Les prairies zambéziennes occidentales sont une écorégion, appartenant au biome des prairies, savanes et terres arbustives tropicales et subtropicales ; elle s'étend à l'est de la Zambie et dans les zones frontalières adjacentes en Angola.

## Caractéristiques
Ces prairies poussent au nord et au sud de la plaine inondable du Zambèze, dans l'est de la Zambie, à environ 1 000 mètres d'altitude. Elles sont caractérisées par un sol sableux et pauvre en nutriments, qui est inondé durant la saison des pluies mais qui s'assèche en saison sèche. Elles sont étroitement liées aux forêts sèches zambéziennes à Cryptosepalum, une écorégion qui se situe sur des sols similaires, à une altitude légèrement supérieure, et qui est mieux drainée.
Les écorégions qui l'entourent sont les prairies inondables zambéziennes, à laquelle appartient la plaine inondable du Zambèze, le miombo de l'Angola au nord-ouest, le miombo zambézien central au nord-est et à l'est, et les forêts claires à Baikiaea du Zambèze à l'est et au sud.
Le parc national de la plaine de Liuwa est la principale zone protégée de la région. Un grand nombre d'ongulés y paissent, notamment  30 000 gnous bleus qui pratique une spectaculaire migration en direction du nord-est de l'Angola en juin. La migration dure cinq mois et couvre plus de 200 kilomètres.